# Marcetia oxycoccoides
Marcetia oxycoccoides är en tvåhjärtbladig växtart som beskrevs av John Julius Wurdack och Angela Borges Martins. Marcetia oxycoccoides ingår i släktet Marcetia och familjen Melastomataceae. Inga underarter finns listade i Catalogue of Life.